# 쿠르디스탄 왕국
쿠르디스탄 왕국은 오스만 제국이 붕괴됨에 따라 세워진 짧은 기간 동안 존속되었던 술라이마니야 안에 있었던 미승인 국가였다. 공식적으로 영토는 영국 위임통치령 메소포타미아 아래에 포함되어 있었다.

## 마흐무드 바르잔지의 반란
오스만 제국의 해체 시기 동안에 이라크의 쿠르드인들은 반(半) 독립적인 국가를 세우려 하였고 독립적인 국가가 성립되었다. 쿠르드인은 쿠르디스탄 왕국을 세웠고, 이 왕국은 1922년 9월에서 1924년 7월까지 존속되었다.
수피즘의 분파인 카디리야의 셰이크는 남부 쿠르디스탄에서 가장 영향력이 있는 인물로, 다후크의 군수로 임명되었다. 그는 1919년 5월, 쿠르디스탄의 독립을 주장하며 영국과 맞섰는데, 6월경에 패배한다.
1921년 10월 10일, 쿠르디스탄의 수도인 술레이마니야에서 쿠르드인의 정부를 세워도 좋다는 허가가 떨어졌다. 셰이크 마흐무드 바르잔지는 스스로를 쿠르디스탄 왕국의 왕으로 선포했다.
세브르 조약 이후, 영토들은 차츰 안정되었지만, 술라이마니안은 여전히 영국 고등판무관의 영향 아래에 놓여 있었다. 터키의 "외즈데미르"는 파견대가 계속 영토를 침범하자 영국은 셰이크 마흐무드를 총독으로 임명해서 이걸 막으려 하였다. 1922년 9월, 셰이크는 다시 반란을 일으켰다. 같은 해 11월 그는 자기 자신을 쿠르디스탄 왕국의 왕으로 선포했다. 그의 내각 구성원은 다음과 같다
- 압둘카심 아라크 - 재무부 장관
- 아흐메드 배기 페이드 백 - 세관장
- 하지 말라 사이드 카르쿠리 - 법무부 장관
- 하마 압둘라 아가 - 노동부 장관
- 무스타파 파샤 야무르카 - 교육부 장관[10]
- 셰이크 카디르 해피드 - 수상
- 샤크 모하메드 가리브 - 내무부 장관
- 제키 샤히브크란 - 쿠르드 국방군 장관

바르잔지는 결국 1924년 6월에 영국에게 패배하고 1926년 1월 국제 연맹은 쿠르드인들의 특권을 포함한 통치위임권을 이라크에게 맡기기로 하였다.
1930년에서 1931년, 셰이크 무함마드 바르잔지의 마지막 시도는 결국 실패로 끝이 났다.
영국 왕립공군의 이라크 사령부는 바그다드의 이라크 정부를 지지함에 따라 쿠르디스탄 왕국은 와해되었다.

## 같이 보기
- 쿠르드 왕조와 나라 목록들
- 아라라트 공화국
- 마하바드 공화국
- 쿠르드 지역 정부

### 참고 문헌
1. McDowell, D. (1996) A Modern History of the Kurds, pp. 155–163, 194-196